# Flemløse (plaats)
Flemløse is een plaats in de Deense regio Zuid-Denemarken, gemeente Assens. De plaats telt 619 inwoners (2020). Flemløse ligt aan de voormalige spoorlijn Tommerup - Assens. Het stationsgebouw is bewaard gebleven. 